# 日本製鉄君津球場
日本製鉄君津球場（にっぽんせいてつきみつきゅうじょう）は、千葉県君津市にある野球場である。日本製鉄（旧：新日本製鐵）の子会社である日鉄ビジネスサービス千葉が運営・管理を行っている。

## 概要
日本製鉄東日本製鉄所君津地区の敷地南側にあり、日本製鉄大和田住宅（社宅）の敷地に隣接している。
2月下旬から3月上旬にかけての土曜日にオープン戦が行われる際には「球場開き」が実施され、試合前に日本製鉄かずさマジックと対戦チームの新加入選手の紹介が行われた後、日本製鉄君津製鉄所長による始球式が行われる。

## 歴史
社会人野球チームの新日本製鐵君津が1975年から2002年まで本拠地として使用し、2003年からは同チームが広域複合企業チームに移行したかずさマジックが2012年まで使用し、その後親会社の合併により誕生した新日鐵住金かずさマジック、さらに親会社の名称変更によって改称した日本製鉄かずさマジックが使用している。
2010年にはゆめ半島千葉国体の軟式野球の開催球場の1つに指定され、同球場で5試合が実施された。
2012年10月1日に新日本製鐵と住友金属工業の合併によって新日鐵住金が発足したのに伴い新日鐵住金君津球場と名称変更され、さらに2019年4月1日に新日鐵住金が日本製鉄と社名変更したことで現名称となった。
2013年11月から2014年3月にかけてファールグラウンドの人工芝化・ブルペンの増設・スタンドのフェンス設置・塗装の補修などの大規模な改修工事を実施した。

## 施設概要
- 両翼：95m、中堅：120m
- 内野：土、外野：天然芝、ファールグラウンド：人工芝
- スコアボード：パネル式
- 照明設備：照明塔2基、スタンド最上部からの照明設備2セット
- 収容人員：2,500人

## 交通
- 君津駅北口から日東交通バス「君津市内循環（B周り）大和田・畑沢経由」で「大和田寮前」下車後徒歩約3分
- 国道16号 大和田交差点そば